# VOXX International
Die Voxx International Corporation ist ein an der NASDAQ notiertes Unternehmen der Unterhaltungselektronikbranche mit Sitz in Orlando im amerikanischen Bundesstaat Florida. Das Unternehmen gliedert sich in die drei Unternehmensbereiche Automobilprodukte, Audioprodukte sowie Konsumgüterzubehör.

## Geschichte
Die Firma wurde 1960 als Audiovox Corporation von John J. Shalam gegründet und brachte die ersten Autoradios für den nachträglichen Einbau auf den Markt. 1975 machte das Unternehmen zum ersten Mal mehr als 100 Millionen US-Dollar Jahresumsatz. Mit der Einführung von Diebstahlsicherungen für Fahrzeuge wurde 1981 ein zweites Standbein für das Unternehmen geschaffen. Mit der Toshiba Corp. wurde 1984 eine Partnerschaft eingegangen und das erste Mobilfunkzubehör auf den Markt gebracht.
Nach dem Börsengang 1987 wurde das Unternehmen unter dem Kürzel VOX an der American Stock Exchange gelistet.
Das erste Mobilfunktelefon wurde 1988 ausgeliefert und 1991 wurde das erste „leichtgewichtige“ Mobiltelefon mit dem Namen Minivox auf den Markt gebracht. 1991 wurde das Unternehmen in zwei Unternehmensbereiche aufgeteilt: Wireless (englisch für drahtlos) und Electronics. 1996 wurde zum ersten Mal das Warenzeichen VOXX International lizenziert.
1999 erreichte das Unternehmen eine Milliarde US-Dollar Jahresumsatz, 88 % mehr als 1998. An diesem Zuwachs waren die Unternehmensbereiche Audiovox Communications Corp. zu 110 % und Electronic zu 31 % beteiligt. Das Jahr 2000 brachte das Delisting an der American Stock Exchange und die Neuaufnahme an der NASDAQ. Mit der Neuaufnahme wurde die Anzahl der handelbaren Aktien auf zwei Millionen erhöht. Gleichzeitig wurde das Unternehmen in den Russell 2000 aufgenommen. 2002 erfolgten Beteiligungen an Code-Alarm Inc. und Vehicle Security Company.
Am 2. Juni 2021 wurde bekannt, dass VOXX International Onkyo und Pioneer übernehmen wird.

### Audiovox Communications Corp.

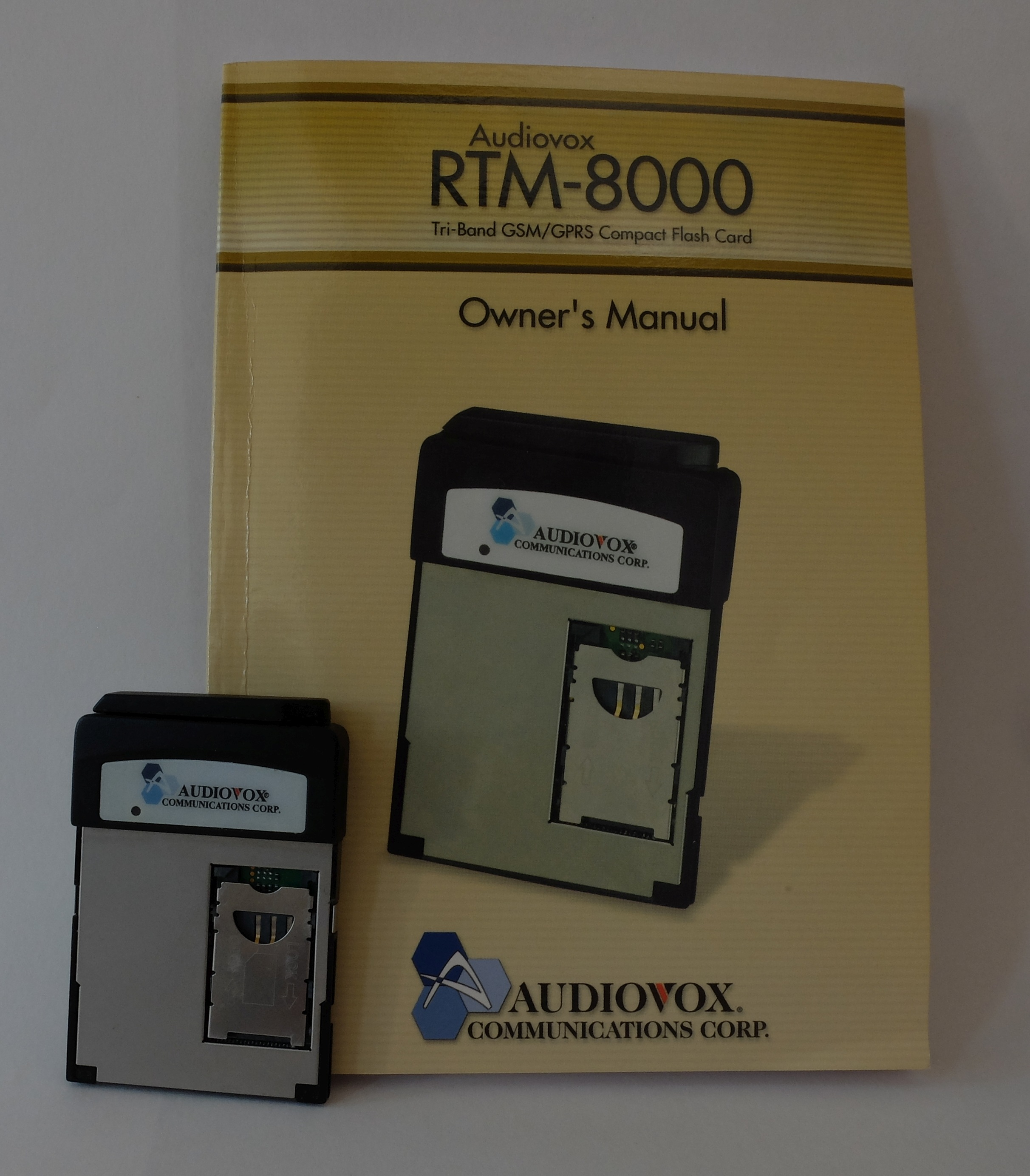
Audiovox RTM-8000 GSM/GPRS-CompactFlash-Karte

1995 wurde die Audiovox Communications Corp. (Kürzel: ACC) als Tochterunternehmen der Audiovox Corporation gegründet. Bereits 1996 verkaufte das Unternehmen über eine Million Headsets. Das erste CDMA-Headset wurde 1998 auf den Markt gebracht. Die Toshiba Corp. stieg 1999 mit einem Anteil von 5 % bei der Audiovox Communication Corp. ein. Audiovox Communication Corp. erreichte im gleichen Jahr den Platz 2 unter den CDMA-Anbietern. Ebenfalls 1999 wurden die ersten TDMA-Headsets und international nutzbare GSM-Mobilfunkgeräte auf den Markt gebracht. Im Jahr 2001 wurde das Unternehmen Marktführer für CDMA-Headsets und führte GMRS/GPS-Systeme auf den Markt ein. 2002 begann der Markteintritt in den Satellitenradio-Markt mit der Unterstützung des XM- und Sirius-Formates.

### Audiovox Electronics Corp.
Im Jahr 2000 wurde aus dem 1991 gegründeten Unternehmensbereich Electronic das Tochterunternehmen Audiovox Electronics Corp. Schon 1997 führte der Unternehmensbereich Electronic das erste mobile Videosystem zur Nachrüstung in den Markt ein. 1998 folgten die ersten Family-Radio-Service-Systeme. Mit den FRS-Systemen erreichte der Unternehmensbereich 1999 einen Marktanteil von 20 %. In dem Jahr brachte der Unternehmensbereich auch den ersten MP3-Player auf den Markt.
Mit der Ford Corporation und der Nissan Motor Co., Ltd. wurden im Jahr 2000 Erstausrüster-Verträge für Mobile Videosysteme für die 2001er Modelle unterzeichnet.
Im Jahr 2001 wurde das Unternehmen drittgrößter Anbieter im Bereich der mobilen DVD-Player und Marktführer für mobile Videosysteme. Die Partnerschaften mit Buena Vista und Sprint Corp. (PDA) sowie die Einführung eines Pocket PCs auf Microsoft-Basis kennzeichneten das Jahr 2002.

## Marken
Zur Audiovox-Gruppe gehören folgende Unternehmen und Marken: 
international und europäisch
- Audiovox
- RCA
- Heco (seit 2003)
- Incaar
- Oehlbach (seit März 2007)
- Onkyo (seit September 2021)
- Pioneer
- Mac Audio
- Magnat
- Schwaiger
- Energizer
- Klipsch (seit Januar 2010)

eher in den USA bekannt
- Acoustic Research
- Advent
- CarLink
- Code-Alarm
- FlashLogic
- Invision
- Jensen (Plattenspieler)
- Phase Linear
- Prestige
- Pursuit
- PursuiTrak
- Surface Clean
- Terk
- Zentral Home Command